# Premio Castilla y León de Protección del Medio Ambiente
Este premio se otorgó por primera vez en 1989 y dejó de darse en 2016 para ser absorbido en el Premio Castilla y León de Investigación Científica y Técnica que pasó a llamarse Premio de Investigación Científica y Técnica e Innovación.

## Lista de galardonados
Desde la creación del premio, han sido galardonados:
| Año  | Premiado                                                                  |
| ---- | ------------------------------------------------------------------------- |
| 1989 | José Antonio Valverde Gómez                                               |
| 1990 | Asociación Fapas y Hábitat                                                |
| 1991 | Grupos Ciconia-Meles Luis Mariano Barrientos Benito                       |
| 1992 | Félix Pérez y Pérez                                                       |
| 1993 | Jesús Garzón Heydt                                                        |
| 1994 | Asociación Soriana de Defensa de la Naturaleza                            |
| 1995 | Javier Castroviejo Bolívar                                                |
| 1996 | Fundación Oso Pardo                                                       |
| 1997 | Ramón Tamames Gómez                                                       |
| 1998 | Carlos de Prada Redondo                                                   |
| 1999 | Seprona                                                                   |
| 2000 | Fundación Navapalos                                                       |
| 2001 | Miguel Delibes de Castro                                                  |
| 2002 | Ricardo Díez Hochleitner                                                  |
| 2003 | Eduardo Galante Patiño                                                    |
| 2004 | Estanislao de Luis Calabuig                                               |
| 2005 | Soria Natural                                                             |
| 2006 | Agentes Medioambientales y Celadores de Medio Ambiente de Castilla y León |
| 2007 | Federación de Asociaciones Forestales de Castilla y León                  |
| 2008 | Bosque Modelo de Urbión                                                   |
| 2009 | Municipio de Atapuerca                                                    |
| 2010 | Proyecto del coche eléctrico de Renault España 2010                       |
| 2011 | José Abel Flores Villarejo                                                |
| 2012 | Francisco Javier Sierro                                                   |
| 2013 | María del Rosario Heras Celemín                                           |
| 2014 | Juan Andrés Oria de Rueda Salgueiro[2]                                    |